# Енвер Шерфедінов
Енве́р Шерфеді́нов (крим. Enver Şerfedinov; 1 червня 1936, Сімферополь — 22 листопада 2007) — видатний кримськотатарський музикант, скрипаль-віртуоз кримсько-циганського (тайфа) походження. Він володів грою на 18 різних музичних інструментах, але найбільше відомий своєю грою на скрипці, за що отримав прізвиська «кримськотатарський Паганіні» та «душа народу» (крим. halqnıñ canı) за свій величезний внесок у кримськотатарську музику та культуру. Його творчість є натхненням для багатьох кримськотатарських музикантів.

## Біографія
Енвер Шерфедінов народився 1 червня 1936 року в Сімферополі (Акмесджиті) у родині відомого скрипаля Рефата-уста. З дитинства він був занурений у скарбницю кримськотатарської народної музики. Перші навички гри на скрипці отримав від батька та старшого брата, почавши вивчати інструмент приблизно у шестирічному віці.
У роки депортації родина Шерфедінових опинилася в Узбекистані, в Ташкенті. У 1950-х роках, у віці 14 років, Енвер вступив до школи мистецтв для обдарованих дітей імені Р. Глієра в Ташкенті. Хоча через два роки батьки забрали його зі школи, він продовжив удосконалювати свою майстерність, маючи від природи абсолютний слух та чудову музичну пам'ять. Він не знав нотної грамоти і грав на слух, як і багато відомих кримськотатарських музикантів-віртуозів.
Окрім скрипки, Шерфедінов віртуозно володів грою на 17 інших музичних інструментах, серед яких як традиційні кримськотатарські (даре, зіллі давул, боразан, къош ней, кавал, нагара, карнай, рубаб, чанг), так і європейські (акордеон, баян, кларнет, труба). Його талант та універсальність здобули йому повагу і любов не лише серед кримських татар, а й серед узбецького народу. Він виконував музику багатьох народів, зокрема уйгурську, угорську, корейську, молдовську, вірменську та єврейську.

## Творча діяльність
У 1957 році, після створення кримськотатарського ансамблю пісні і танцю при Ташкентській державній філармонії, Енвер Шерфедінов був запрошений туди як скрипаль. Він пропрацював в ансамблі, який згодом отримав назву «Хайтарма», протягом 13 років, співпрацюючи з такими видатними діячами кримськотатарської музики, як Ільяс Бахшиш, Сабріє Ереджепова, Едіє Топчі, Зейнеп Люманова.
Пізніше, через сімейні обставини, він залишив «Хайтарму». У 1986 році Енвер Шерфедінов створив власний ансамбль «Джезаїр», яким керував до кінця свого життя.

## Спадщина
Енвер Шерфедінов помер 22 листопада 2007 року у віці 71 року. Він залишив по собі багату творчу спадщину та вплинув на виконавську манеру багатьох музикантів нового покоління. Його унікальний талант продовжує жити в його нащадках: його онук Рустем Асанов також став музикантом і продовжує справу свого діда.
У 2016 році син музиканта, Сервер Шерфедінов, та онук, Рустем Асанов, передали до фондів Кримськотатарського музею культурно-історичної спадщини особисті речі Енвера Шерфедінова, зокрема його рукописні зошити, фотографії та акордеон, на якому він грав з 20 років.